# دژ هواندو
هواندو (چینی سنتی: 丸都; پین‌یین: Wandu) یک دژ کوهی ویژه پادشاهی باستانی کره‌ای گوگوریو است، که برای دفاع از پایتخت دوم گوگوریو، گونگناسئونگ ساخته شد. امروزه این دژ در استان جی‌لین، چین قرار دارد.
این دژ در ۲٬۵ کیلومتری غرب جی‌آن، استان جی‌لین در شمال شرقی چین و در نزدیکی مرز کره شمالی قرار دارد. این دژ در کنار شهرگونگناسئونگ و کوه وونو، به عنوان بخشی از پایتخت و آرامگاه‌های پادشاهی گوگوریو، ثبت میراث جهانی یونسکو شده‌است.

## نگارخانه

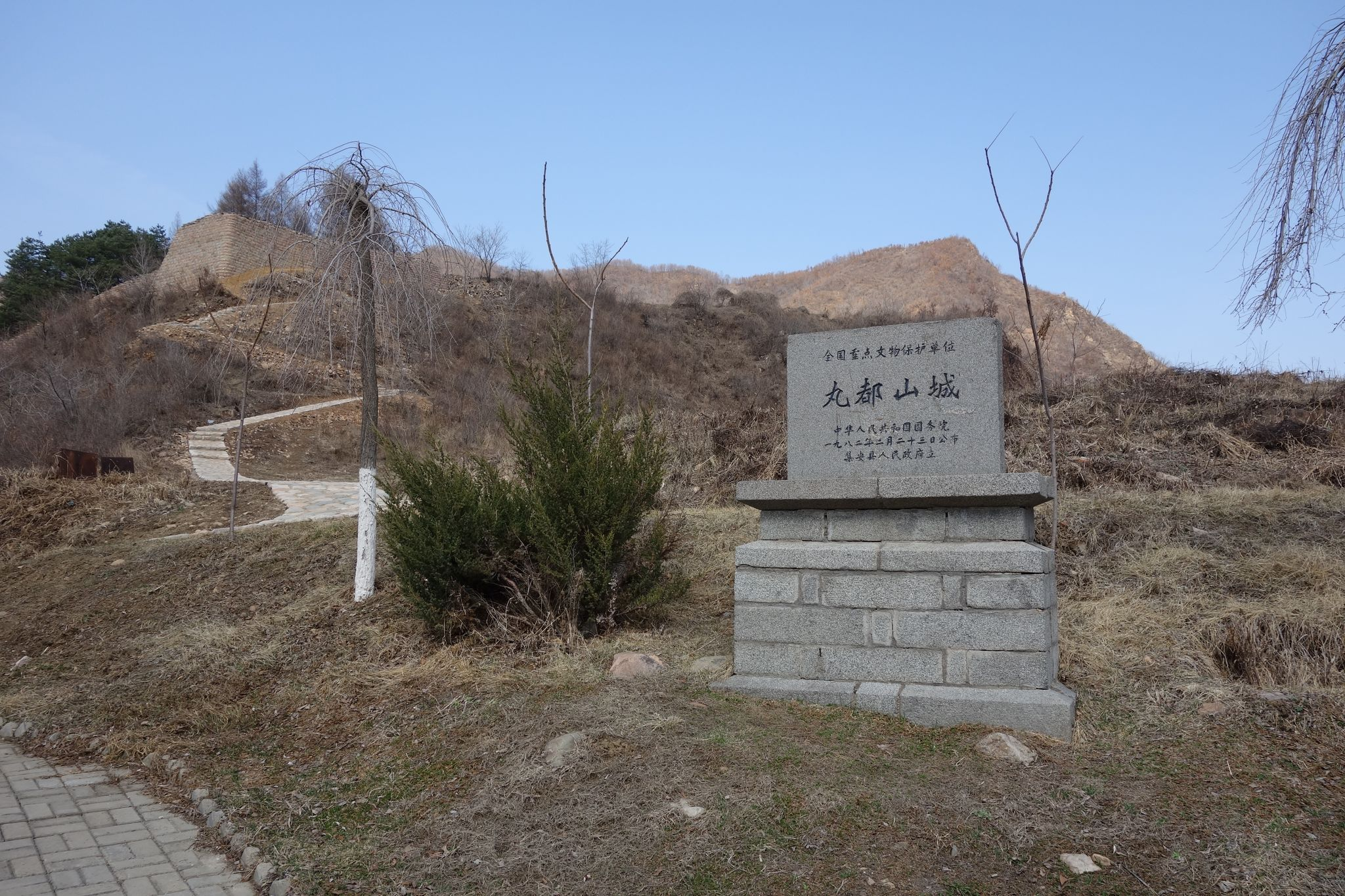
پلاک ورودی
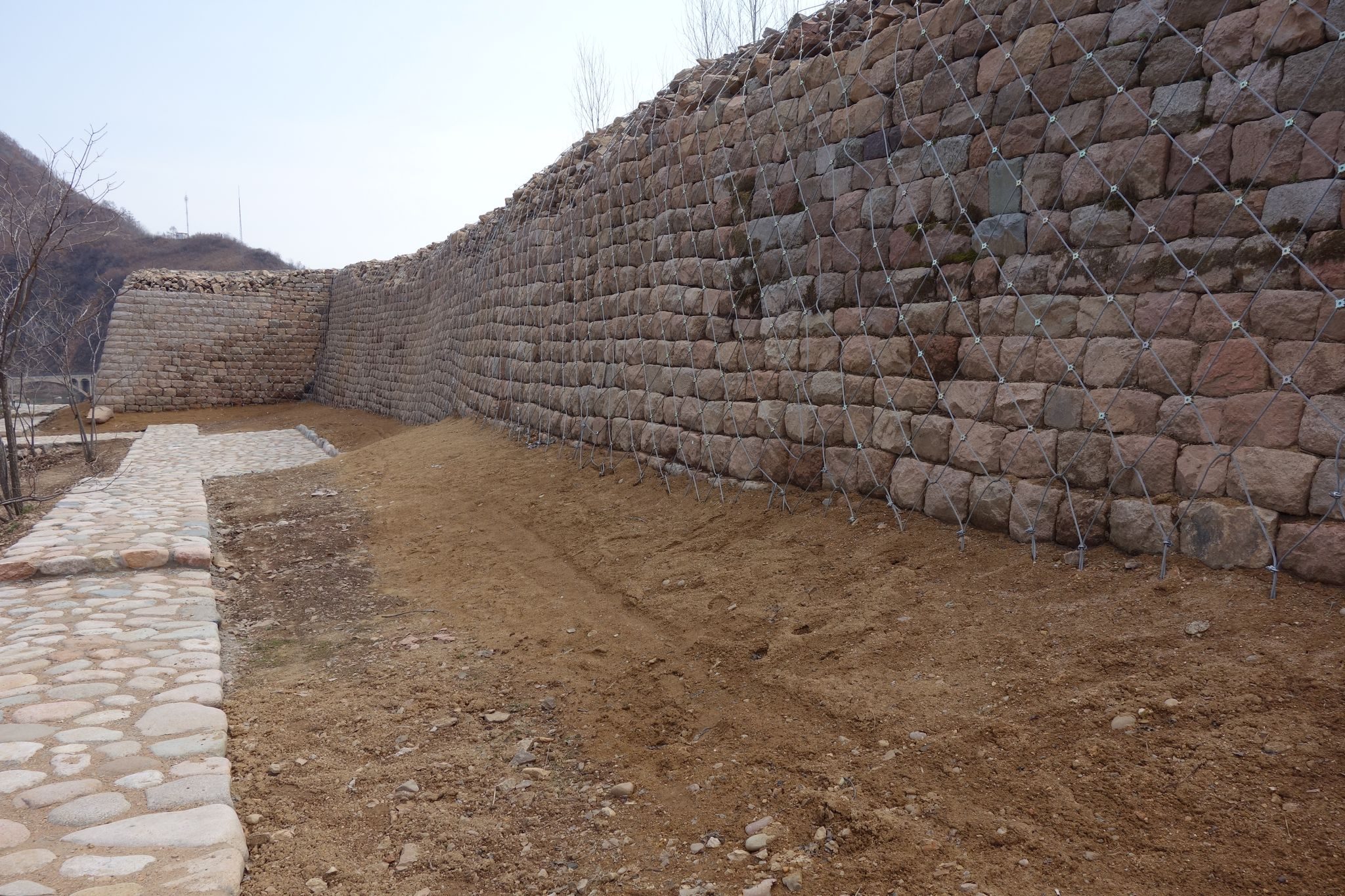
جزئیات یک دیوار
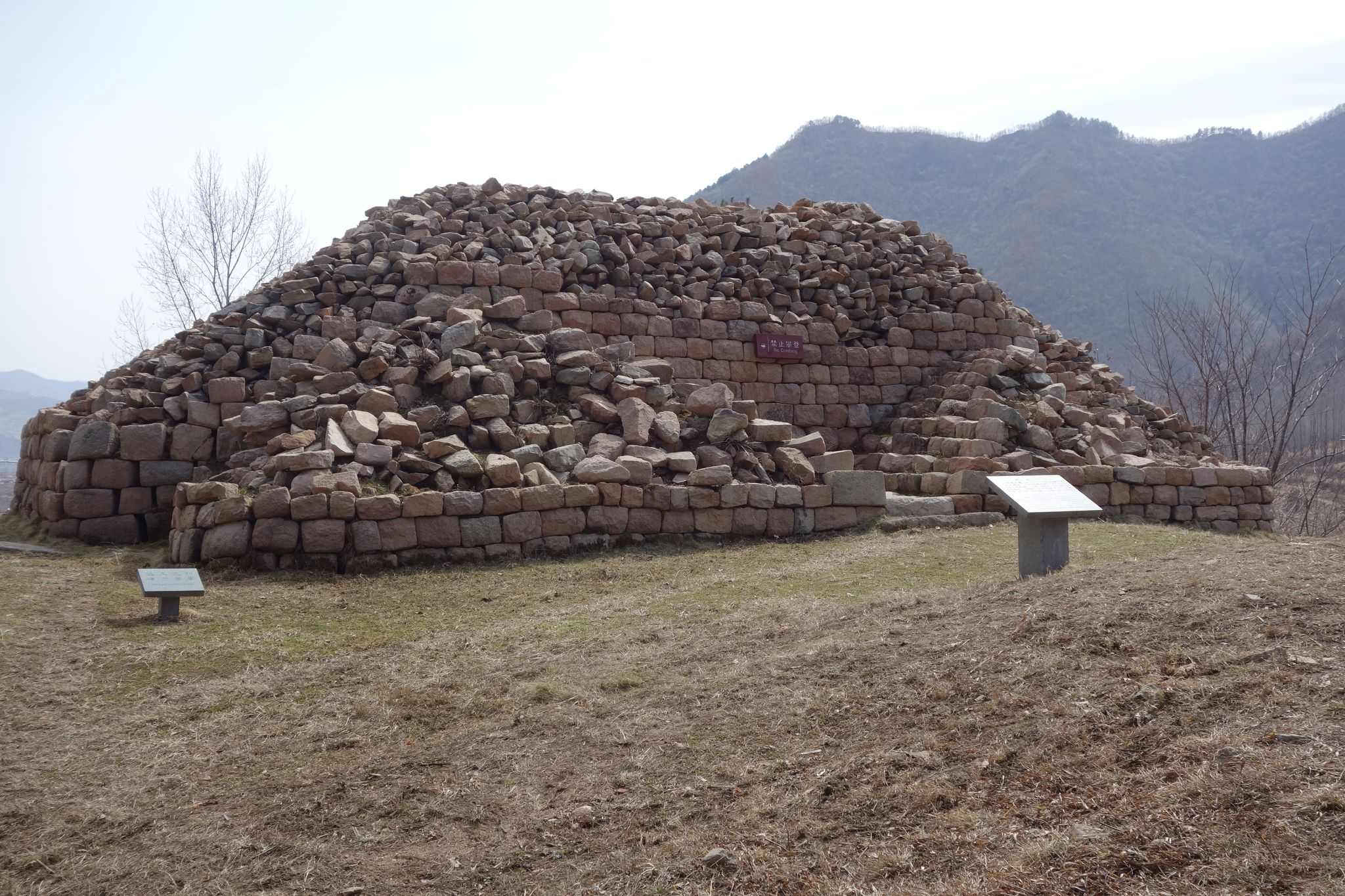
بقایای یک برج نگهبانی
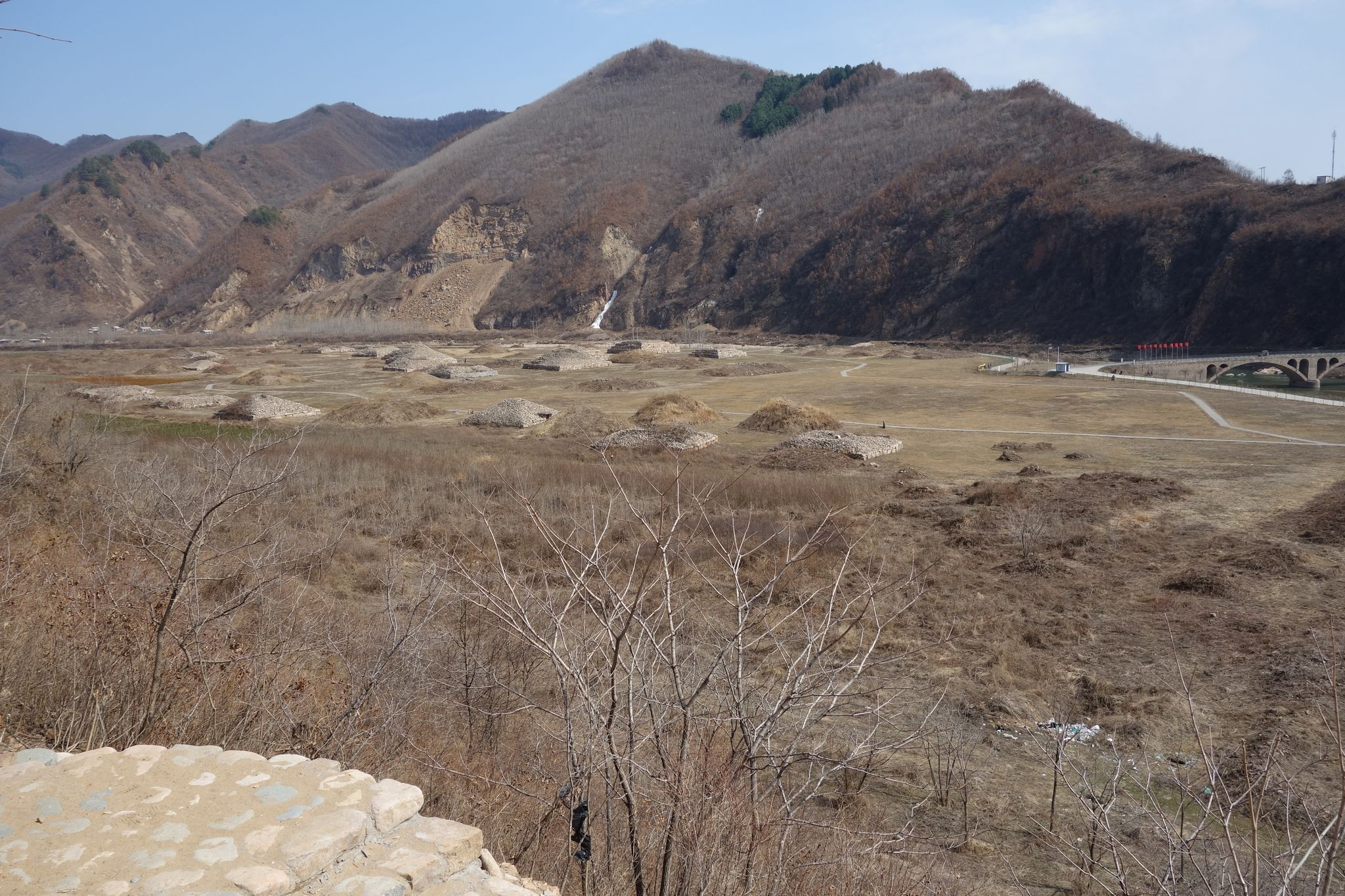
مقبره‌های گوگوریو در نزدیکی هواندو
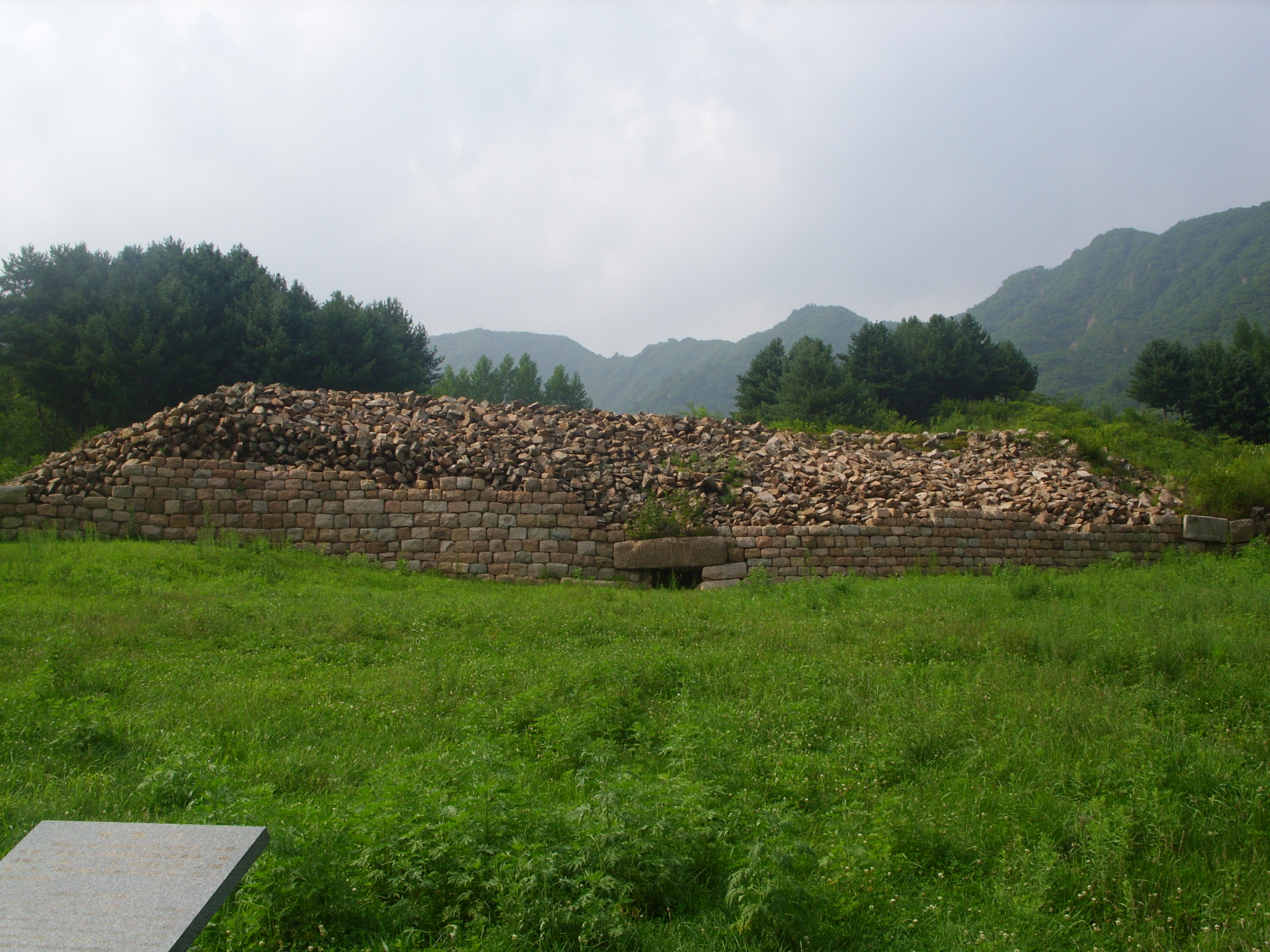
محل قلعه جنوبی وینامسونگ
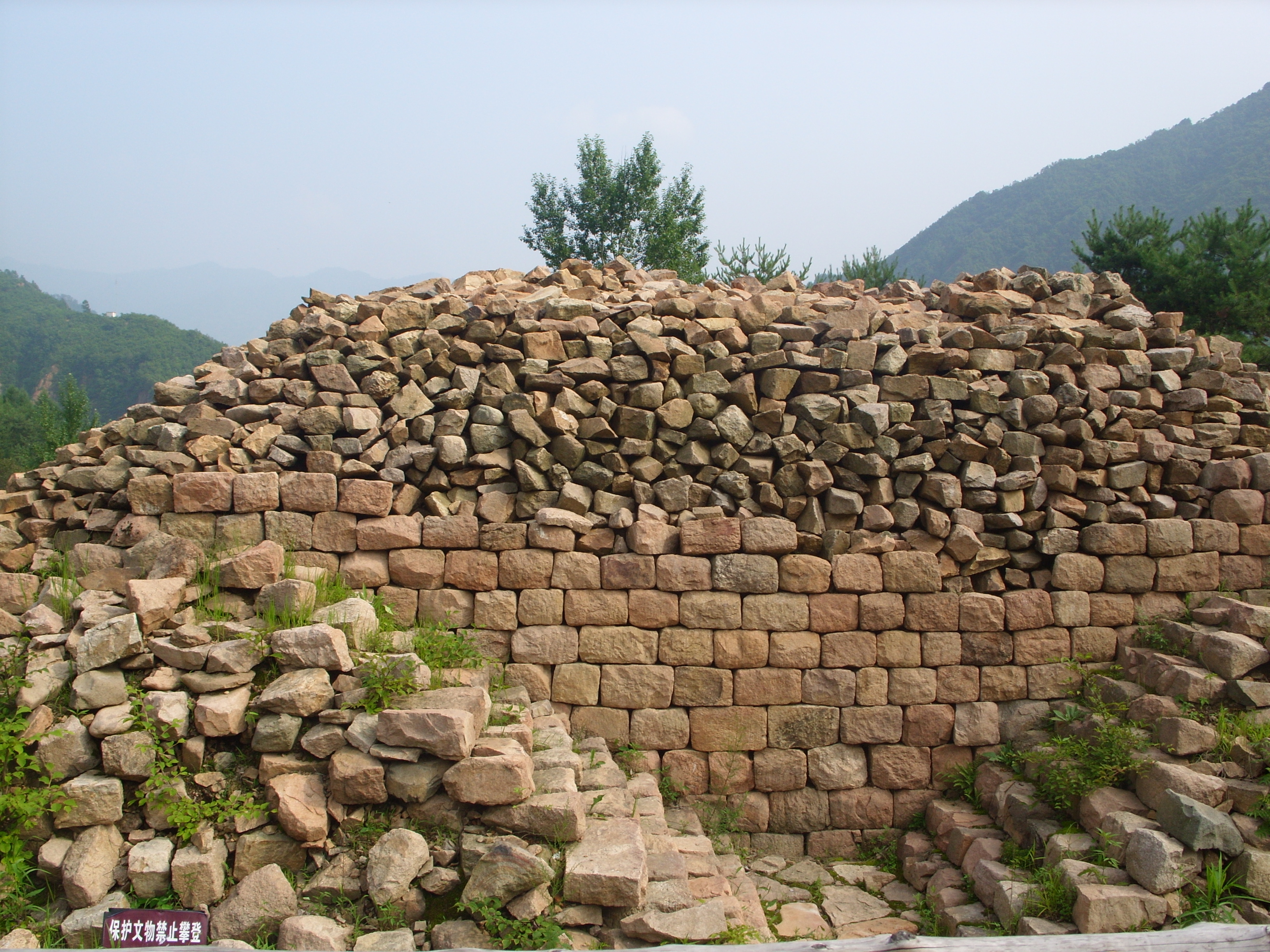
برج دید‌بانی وینامسئونگ
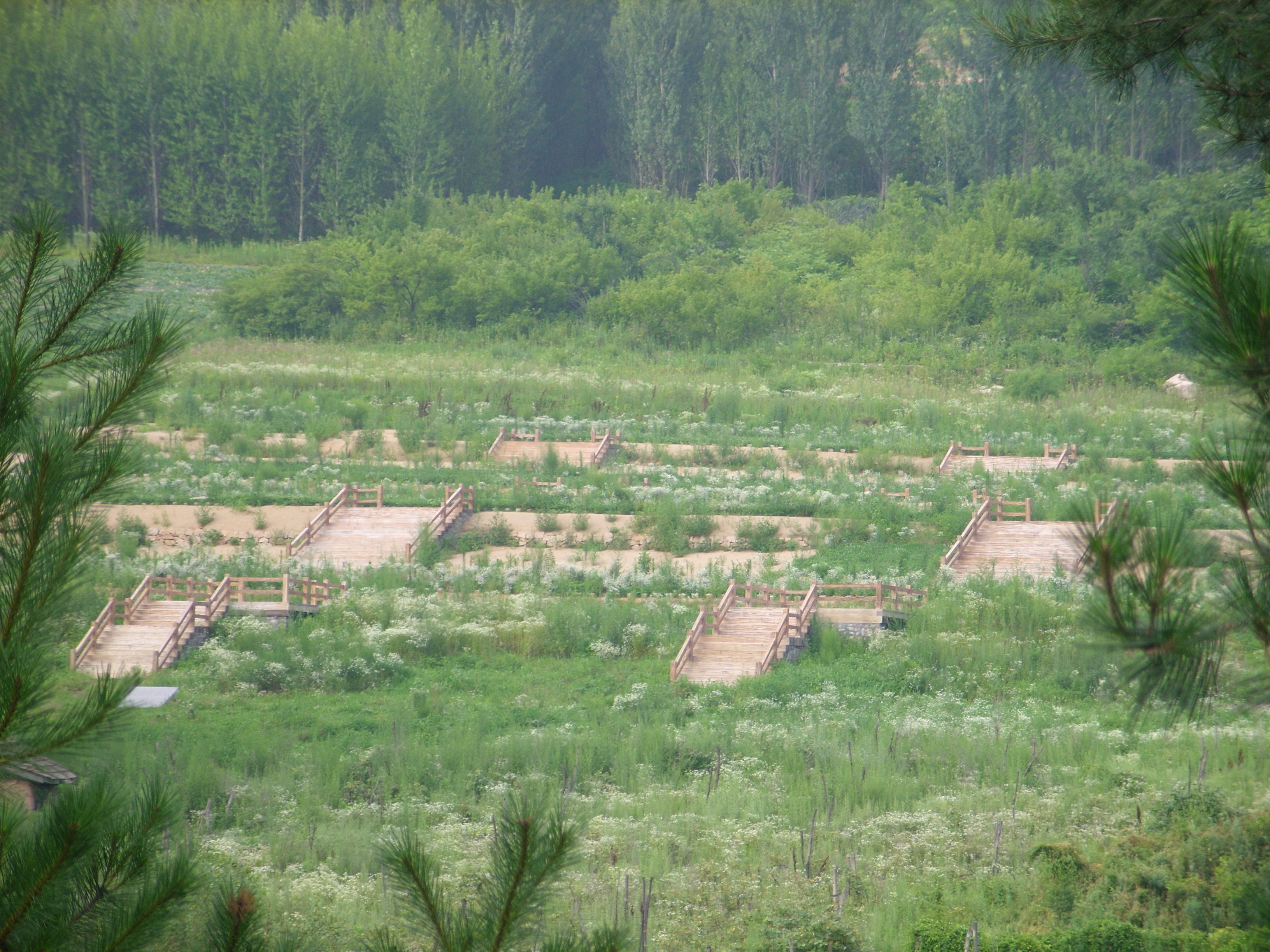
محل کاخ شرقی قلعه وینامسئونگ